# Gibsoniothamnus grandiflorus
Gibsoniothamnus grandiflorus är en tvåhjärtbladig växtart som beskrevs av A. Gentry och K. Barringer. Gibsoniothamnus grandiflorus ingår i släktet Gibsoniothamnus och familjen Schlegeliaceae. Inga underarter finns listade i Catalogue of Life.